# St. Martini (Hauteroda)

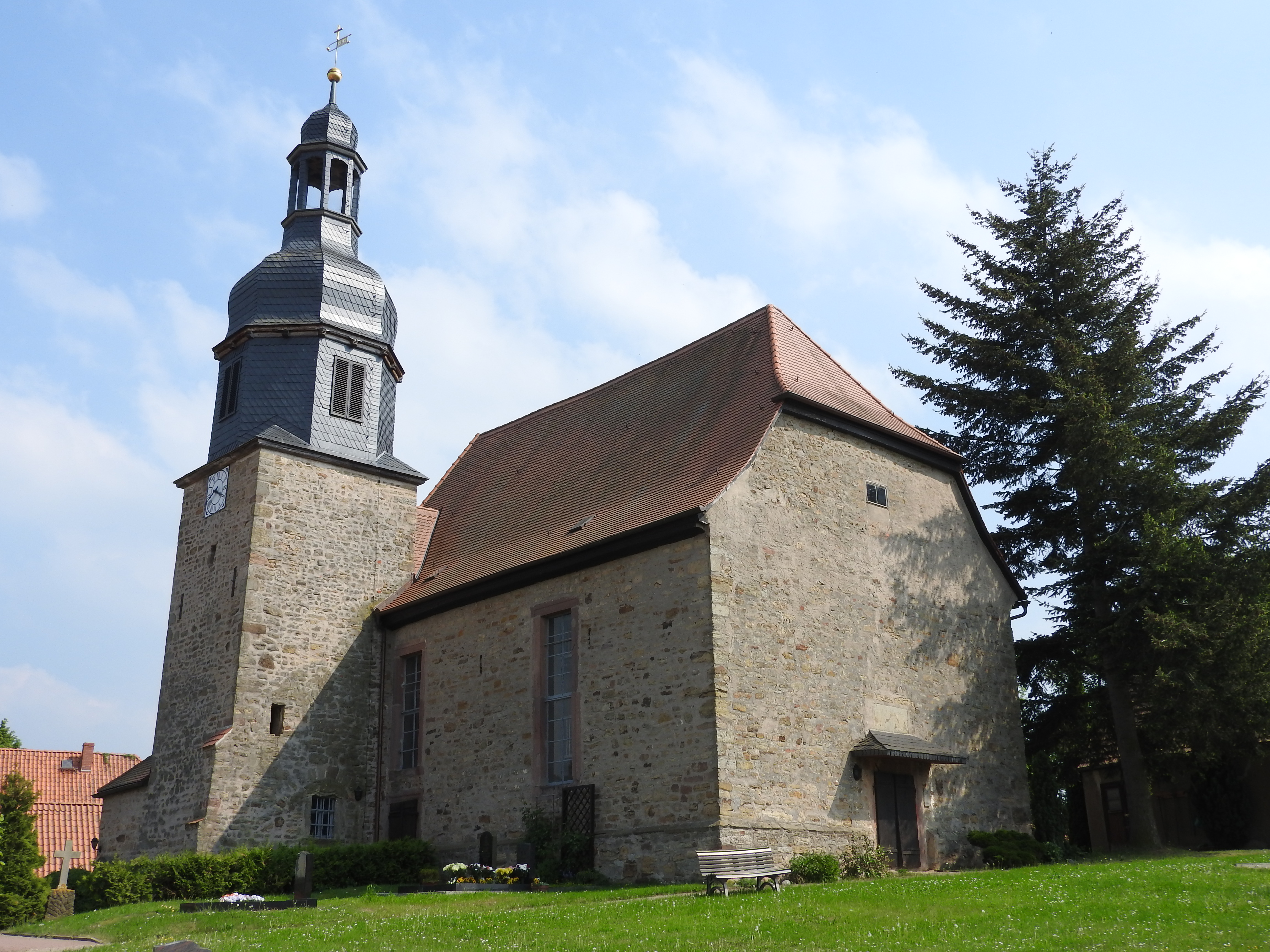
Hauteroda, St. Martini

Die evangelisch-lutherische Kirche St. Martini steht in der Hauptstraße 75 von Hauteroda, einem Ortsteil der Stadt und Landgemeinde An der Schmücke im thüringischen Kyffhäuserkreis.
St. Martini gehört zur Kirchengemeinde Regionalgemeinde Artern-Heldrungen im Pfarrbereich Artern-Heldrungen I (Heldrungen) im Kirchenkreis Eisleben-Sömmerda der Evangelischen Kirche in Mitteldeutschland.

## Beschreibung
Die schlichte Saalkirche wurde Anfang 18. Jahrhundert als Nachfolgerbau der ersten Kirche unter Verwendung spätgotischer Teile erbaut. Sie hat einen dreiseitig geschlossenen Chor und einen Anbau für die Sakristei. Im Scheitel des Chors befindet sich die Inschrift 1709. Eine weitere Inschrift am Portal im Westen nennt die Jahreszahl 1763. Der seitlich im Norden stehende Kirchturm auf quadratischem Grundriss erhielt nachträglich ein verschiefertes achtseitiges Geschoss für den Glockenstuhl, das eine Haube trägt, die von einer offenen Laterne bekrönt ist. Das Kirchenschiff ist mit einem Krüppelwalmdach bedeckt.
Der Innenraum hat dreiseitige, zweigeschossige Emporen und ist mit einem hölzernen Tonnengewölbe überspannt. Der Kanzelaltar stammt aus der Erbauungszeit. Er hat weit vorgezogene Säulen, darüber das Gebälk. Ein Porträt eines Pfarrers stammt von 1672. Die Wandmalerei von 1708 wurde wieder hergestellt.
Die Orgel mit 17 Registern, verteilt auf zwei Manuale und Pedal, wurde 1708 von einem unbekannten Orgelbauer gebaut und 1967 von Lothar Heinze umgebaut.